# La Salamandre d'or (film, 1950)
Pour les articles homonymes, voir La Salamandre d'or (homonymie).
La Salamandre d'or (titre original : Golden Salamander) est un film britannique réalisé par Ronald Neame, sorti en 1950. 
Le film est une adaptation du livre La Salamandre d'or de Victor Canning publié en 1949.

## Synopsis
Envoyé par le British Museum pour prendre en charge l'expédition à Londres d'objets importants, David Redfern se voit bloqué le long d'une route tunisienne isolée par un glissement de terrain. En pleine tempête, il se dirige vers la ville la plus proche et est témoin d'une opération de trafic d'armes. Dans un café, il rencontre Anna, une jeune française qui, avec son frère Max, s'est installée en Afrique du Nord pendant l' occupation allemande de la France en temps de guerre. Réalisant que Max est mêlé au trafic d'armes, Redfern décide de garder le silence sur ce dont il a été témoin et de se concentrer plutôt sur son travail de suppression des artefacts aussi rapidement que possible.
Alors qu'il passe du temps en compagnie d'Anna, Redfern tombe amoureux d'elle et décide d'aider Max à s'échapper de l'existence criminelle dans laquelle il s'est retrouvé piégé et de l'envoyer à Paris où, en tant que peintre talentueux, il pourra prendre un nouveau départ. Cependant Max est tué par son associé sur le chemin de Tunis.
Réalisant que Redfern en sait trop sur leurs opérations, Serafis, le chef de l'équipe criminelle, et son homme de main Rankl prévoient de le tuer et de faire passer cela pour un accident. Avec l'aide d'un ami, Redfern parvient à s'échapper. Traqué par ses ennemis lors de la chasse au sanglier annuelle de la ville, il parvient à démontrer aux autorités que le gang a assassiné Max.

## Distribution
- Trevor Howard : David Redfern
- Anouk Aimée : Anna (Anouk)
- Herbert Lom : Rankl
- Walter Rilla : Serafis
- Jacques Sernas : Max
- Miles Malleson : Douvet
- Eugene Deckers : le chef de la police
- Marcel Poncin : Dommic